# Kasmíri ciprus
A kasmíri ciprus  (vagy bhutáni ciprus; Cupressus cashmeriana; dzongkhául Tsenden)  egy ciprusfaj, amely a Keleti-Himalájában; Bhutánban és a szomszédos területeken, valamint Arunácsal Pradesben, Északkelet-Indiában honos; 1250–2800 m-es magasságban nő.

## Leírása

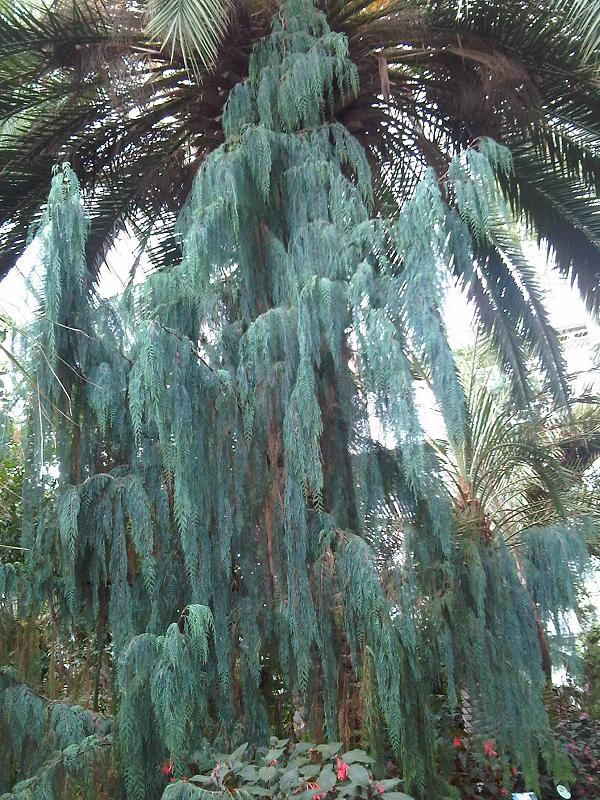
Egy példány a Királyi Botanikus Kertekben

Közepes vagy nagy termetű pikkelylevelű fa, 20–45 m magasra nő, maximum 3 m átmérőjű törzzsel. A lombkorona hosszú ágairól hajtásai függőlegesen lecsüngenek. A levelek pikkelyszerűek, kékes-ezüstös színűek, 1–2 mm hosszúak, de a hosszú hajtásokon 5 mm-esek is lehetnek; a fiatal növényeken 5 éves korukig juvenilis puha tűlevelek is vannak, amelyek 3–8 mm hosszúak.
A tobozkák tojás alakúak, 10–21 mm hosszúak és 10–19 mm szélesek, 8-12 sötétzöld pikkellyel, amelyek éréskor sötétbarnává válnak; 24 hónappal a beporzás után válnak éretté. A tobozkák éréskor kinyílnak és a magok kiesnek. A pollentartók 3–5 mm hosszúak, kora tavasszal szóródnak szét a pollenek.

## Felhasználás
A kasmíri ciprus Bhután hivatalos nemzeti fája, ahol gyakran látni buddhista templomoknál. Ezeken a helyeken évszázadok óta ültetik.
Széles körben termesztik a kertészetben mint díszfa, mind a hazájában és világszerte a mérsékelt éghajlaton. Magán- és közparkokba is ültetik.  A termesztett fajtákat különleges formájuk, levélszínük, lelógó lombkoronájuk és ágaik vagy oszlopos alkatuk, különleges kék vagy szürke fénylő leveleik miatt nemesítik.

## Források

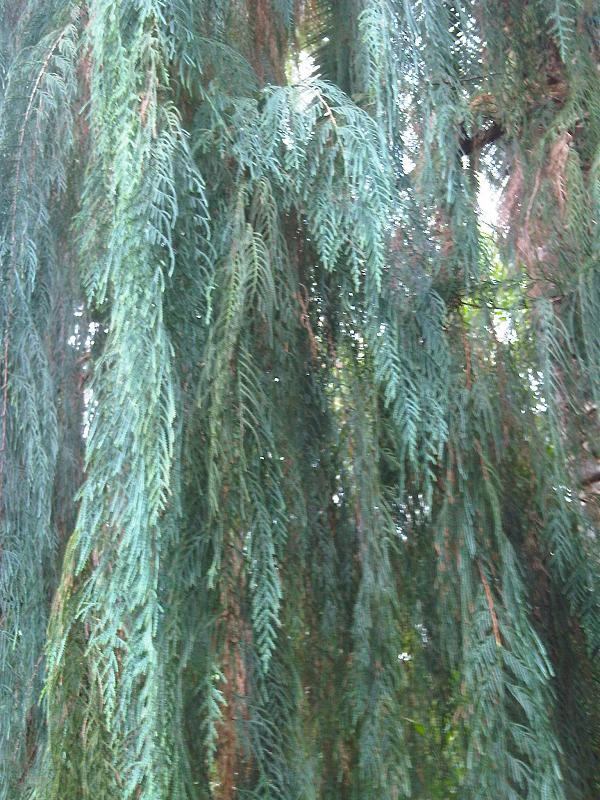
ágai, levelei közelebbről